# Mike Easley
Michael Francis Easley, mais conhecido como Mike Easley (Rocky Mount, Carolina do Norte, 23 de março de 1950), foi governador da Carolina do Norte, filiado ao Partido Democrata. Foi visto como potencial running mate de Barack Obama para a eleição presidencial de 2008.